# Гангамата Госвамини
Гангама́та Госвами́ни (IAST: Gaṅgāmātā Gosvāminī) — кришнаитская святая XVIII века родом из Бенгалии.

## Биография
Гангамата родилась в семье бенгальского раджи Нареши Нараяны, получив при рождении имя Шачи. С детства, Шачи была погружена в изучение вайшнавских священных текстов. Родители Шачи хотели выдать её замуж, но она воспротивилась этому. После кончины своего отца Шачи стала править царством, но вскоре отреклась от него и отправилась в паломничество по святым местам в поисках истинного гуру. Посетив в ходе паломничества священный город Пури в Ориссе и получив даршан божества Джаганнатха, Шачи отправилась во Вриндавану — самое священное место для преданных Кришны. Во Вриндаване, Шачи встретила гаудия-вайшнавского гуру Харидасу Пандита и приняла его как своего духовного учителя. Харидаса Пандит был учеником Ананты Ачарьи, который, в свою очередь, был учеником Гададхары Пандита — одного из ближайших сподвижников основоположника традиции гаудия-вайшнавизма Чайтаньи.
Шачи поселилась во Вриндаване и отрёкшись от всех царских богатств и комфорта, поклонялась Кришне под руководством Харидасы Пандита Облачившись в лохмотья, она ходила от дома к дому, прося милостыню. Жители Вриндаваны были поражены совершаемыми ею аскезами. Описывается, что ослабевшая от аскетичной жизни Гангамата тем не менее всегда спала на песчаном берегу священной реки Ямуны, и ежедневно пробуждаясь до восхода солнца, мыла храм Говиндаджи. Каждый день она была поглощена слушанием чтения священных текстов, созерцанием арати, проводимого для божества Говиндаджи и совершением парикрамы по местам игр Радхи-Кришны в окрестностях Вриндаваны.
По совету своего гуру, она отправилась на Радха-кунду, где общалась с другой ученицей Харидасы Пандита — Лакшмиприйей. Следуя примеру великого кришнаитского святого Харидасы Тхакура, Лакшмиприя ежедневно воспевала 300 000 имён Кришны (192 круга на джапа-мале). Вместе, Шачи и Лакшмиприя ежедневно обходили священный холм Говардхану и поклонялись Кришне.
Вскоре, Харидаса Пандит повелел Шачи отправится в Пури и проповедовать там учение Чайтаньи и вриндаванских госвами. Там она восстановила дом Сарвабхаумы Бхаттачарьи и установила в нём поклонение божествам Радхи-Кришны, которые она ранее получила от джайпурского брахмана. Каждый день она давала лекции по «Бхагавата-пуране», которые пользовались огромной популярностью и привлекали слушателей с нескольких километров вокруг.
Однажды, день фестиваля Ганга-сагара-мела, Шачи, жившая в Пури, захотела совершить омовение в Ганге. Согласно легенде, в ту же ночь от стоп божества Джаганнатхи потекла вода Ганги по направлению к ашраму Шачи. Войдя в Гангу, Шачи поплыла к Джаганнатхе внутрь храма. Отперев на следующее утро храмовые двери, пуджари были удивлены, обнаружив там женщину. Приняв её за вора, они заключили её в тюрьму. В ту же ночь, Джаганнатха явился во сне одновременно царю Пури Мукундадеве и главному пуджари. Он приказал им немедленно освободить Шачи и стать её учениками. На следующий день, Мукундадева приказал выпустить Шачи на свободу и принял у неё духовное посвящение. Вдохновлённый правитель Пури также призвал всех своих друзей, родственников и подданных стать учениками Шачи. С этого дня Шачи стала известна под именем «Гангамата Госвамини».